# Pluckley
Pluckley is een civil parish in het bestuurlijke gebied Ashford, in het Engelse graafschap Kent met 1069 inwoners.

## Spookstad
In Pluckley zouden zeker veertien geesten rondwaren, van onder meer een struikrover, een schoolmeester en een prostituee, en staat daarom bekend als hét Britse spookdorp.